# M53 (球狀星團)

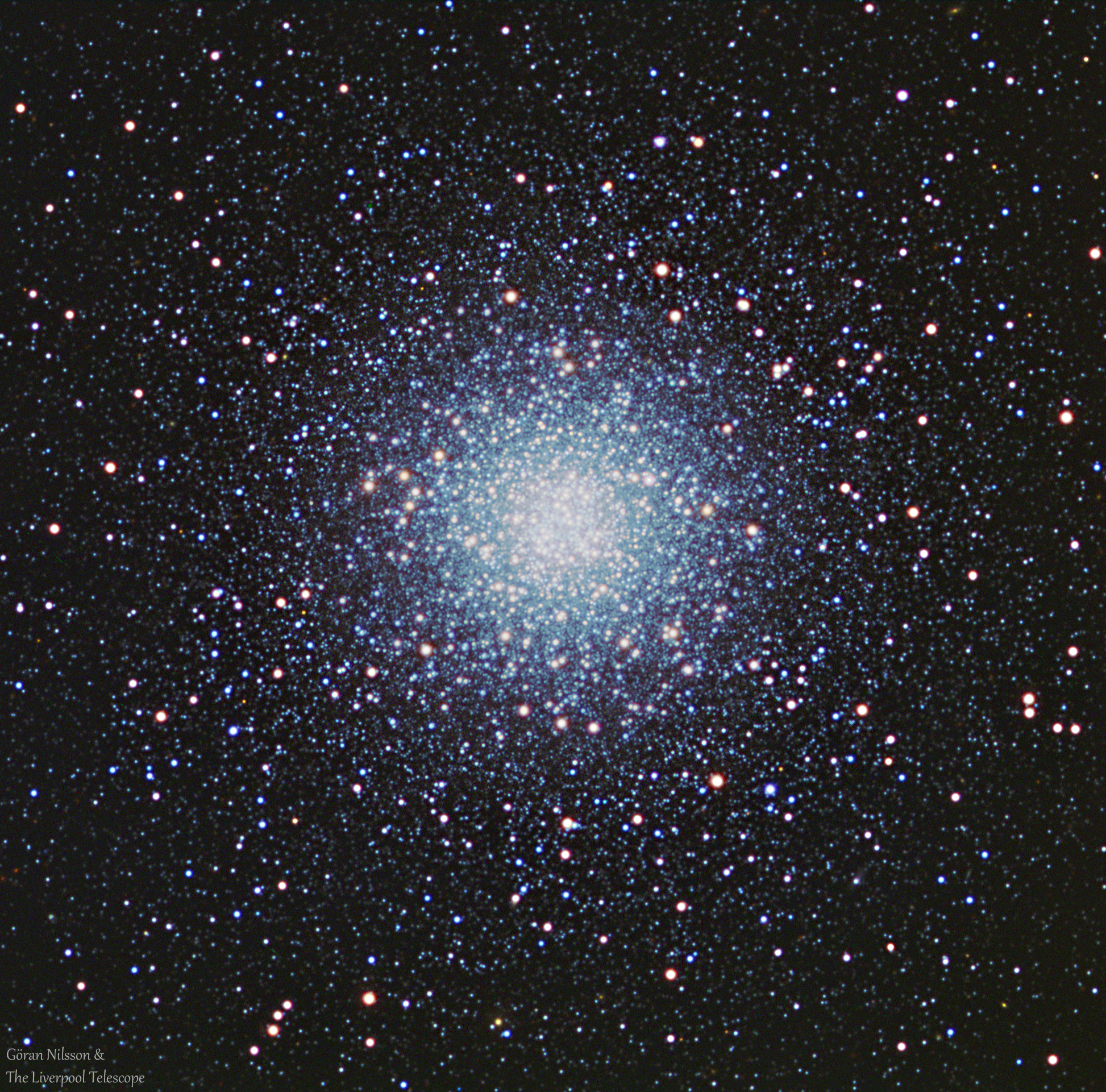
M53的RGB圖。這是使用一架地基的利物浦望遠鏡，帕拉馬天文台的 2米RC望遠鏡拍攝的。

M53（也稱為NGC 5024）是約翰·埃勒特·巴德於1775年在后髮座 發現的一個球狀星團。M53是比較偏遠的球狀星團之一，距離銀河中心約60,000光年（18.4千秒差距），與太陽系的距離也相似，大約是58,000光年（17.9千秒差距）。這個星團的核心半徑（rc）是 2.18秒差距，半光度半徑（rh）是5.84秒差距，潮汐半徑（rtr）是239.9秒差距。
它被認為是一個貧金屬量的星團，一度被認為是銀河中金屬量最低的星團。測量顯示星團中大多數的恆星都位在紅巨星分支上，表明大多數恆星都是第一代恆星。也就是，它們不是從前幾代恆星回收的氣體中形成的。這與大多數球狀星團都是第二代恆星主宰的情形不同。NGC 5024的第二代恆星傾向集中在核心區域。總的來說，星團恆星的成員類似銀暈的成員。
這個星團顯示出各種潮汐狀的特徵，包括周圍的團團簇和波紋，以及沿著該星團軌道的在東西方向的尾部。一個狀似潮汐橋的結構似乎與鄰近呈現非常瀰漫狀的鄰居NGC 5053連接，並且有氣體殼層籠罩著這兩個集團。這可能表示這兩者之間發生過動態的潮汐交互作用；由於銀河系內沒有已知的聯星團，所以這可能是獨一無二的。此外，M53是人馬座矮星系的潮汐流候選者。
在星團中的變星中，已知有55顆是天琴座RR型變星。其中，大多數，34顆，顯示出典型的伯拉茲科效應 ，這包括在球狀星團內已知族群中最大的23顆RRc型。其餘的至少有3顆屬於鳳凰座SX型變星，和1顆屬於半規則紅巨星 。

## 外部連結
- SEDS: Messier Object 53 （页面存档备份，存于）
- Messier 53, Galactic Globular Clusters Database page （页面存档备份，存于）
- Gray, Meghan. . Deep Space Videos. Brady Haran.   [2018-05-26]. （原始内容存档于2020-07-02）.
- WikiSky上关于M53 (球狀星團)的内容：DSS2, SDSS, GALEX, IRAS, 氢α, X射线, 天文照片, 天图, 文章和图片

| 天文學目錄  | 天文學目錄                                           | 天文學目錄 |
| ----------- | ---------------------------------------------------- | ---------- |
| NGC天體表： | NGC 5022 - NGC 5023 - NGC 5024 - NGC 5025 - NGC 5026 |            |